# Anális szex

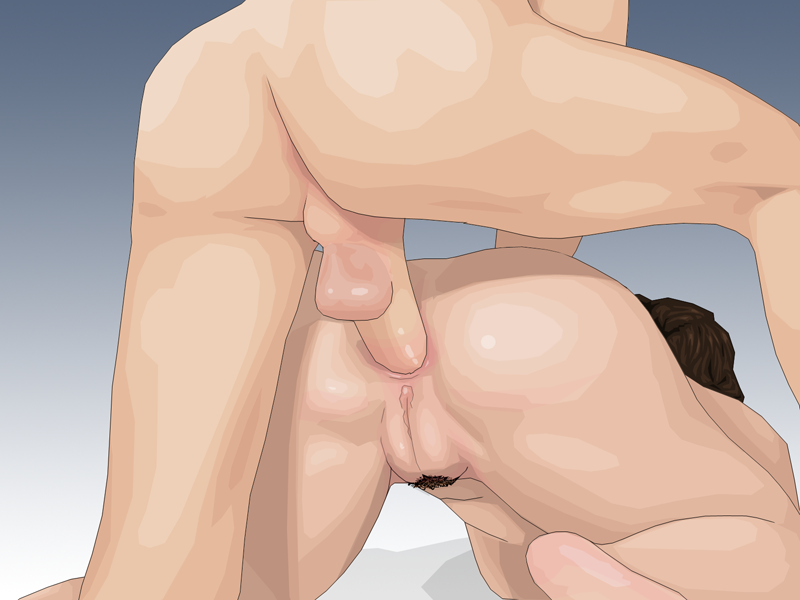
Anális szex egy férfi és egy nő között

Az anális szex alatt gyakran azt érthetjük, amikor a pénisz behatol a végbélnyílásba. De valódi jelentése az, hogy a végbélnyílást, mint erogén zónát használjuk örömszerzésre, amibe beletartozik az ujjazás és az orális szex is. Ez egy olyan szexuális forma, amiről úgy vélték, hogy a szövetek sebezhetősége és a végbélnyílás szeptikus természete miatt viszonylag kockázatos. Mivel a végbél nyálkahártya kevés természetes síkosítót nyújt, így kellő síkosítás szükséges a behatoláshoz a végbélbe. Higiéniai okokból fontos az anális szexet megelőző mosakodás, illetve az óvszer használata.

## Heteroszexuális
Az anális szex a heteroszexuális emberek között igen gyakori, egy az USA-ban készült 2005-ös vizsgálat szerint a 25-44 év közötti amerikai férfiak 40, míg a nők 35%-ának volt már heteroszexuális anális közösülése.
A vaginális közösüléssel szemben a pénisz – és ezáltal az ondó – nem kerül közvetlenül a vaginába, így elkerülhető a terhesség.

### Pegging
A pegging alatt azt értjük, hogy a női fél felcsatolható műpénisszel vagy az ujjával hatol be a férfi végbelébe, és a prosztata izgatásával okoz neki szexuális élvezetet.

## Egészségügyi kockázata
Az anális szex alapvetően két fő veszélyt rejt magában. Az egyik a különböző fertőzések kockázata, mivel a végbélben számos mikroorganizmus található, valamint a különböző vírusok és egyéb kórokozók a közösülés során keletkező apró nyálkahártya sérüléseken keresztül könnyen bejuthatnak a szervezetbe. A másik fő veszély a végbél mechanikai sérülése, a kisebb bevérzésektől a végbélnyílás berepedéséig (analis fissura) vagy a rectalis prolapsusig, melynek során a végbél nyálkahártyája az anusból kitüremkedik. Utóbbiak előfordulását növeli, ha nem használnak síkosítót, vagy erőszakkal történik a közösülés.
Az anális szex során előforduló főbb fertőzések:
- Humán immundeficiencia vírus (HIV): A végbél környékén sok fehérvérsejt található, ami megnöveli a fertőzés kockázatát, mivel a HIV ezeket fertőzi.
- Humán papillomavírus (HPV): A HPV daganatkeltő hatása ugyanúgy érvényesül a végbélben, mint a méhnyak esetében, így anális rákot okozhat.Pegging

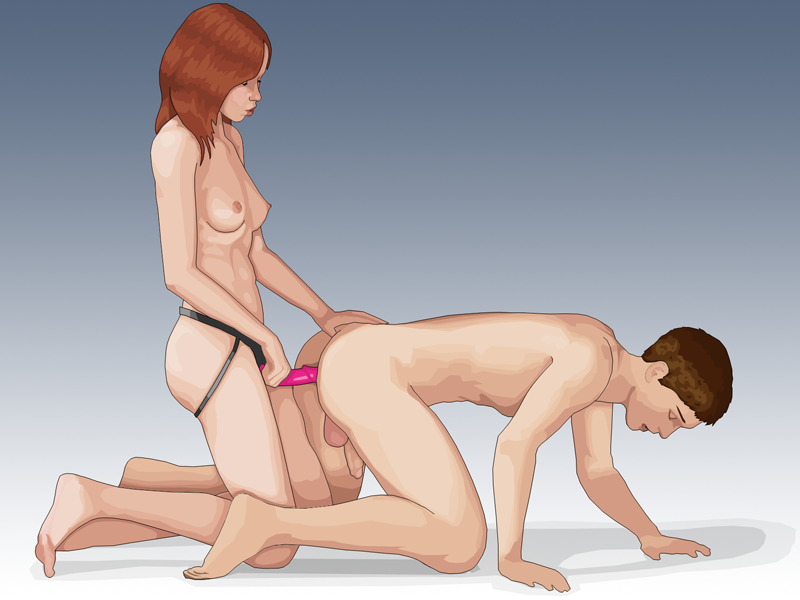
Pegging

- Egyéb bakteriális és virális fertőzések, pl. hepatitis A, hepatitis B, hepatitis C, herpesz, Escherichia coli fertőzések

Ezek megelőzésére a gumióvszer alkalmas, így használata indokolt. Továbbá – mivel a végbélnyílás környezetében nem találhatóak váladékot termelő mirigyek, így a behatoláshoz szükséges nedvesség sem biztosított – a sérülések megelőzése érdekében ajánlott a megfelelő síkosság biztosítása.